# Termoluminiscencia

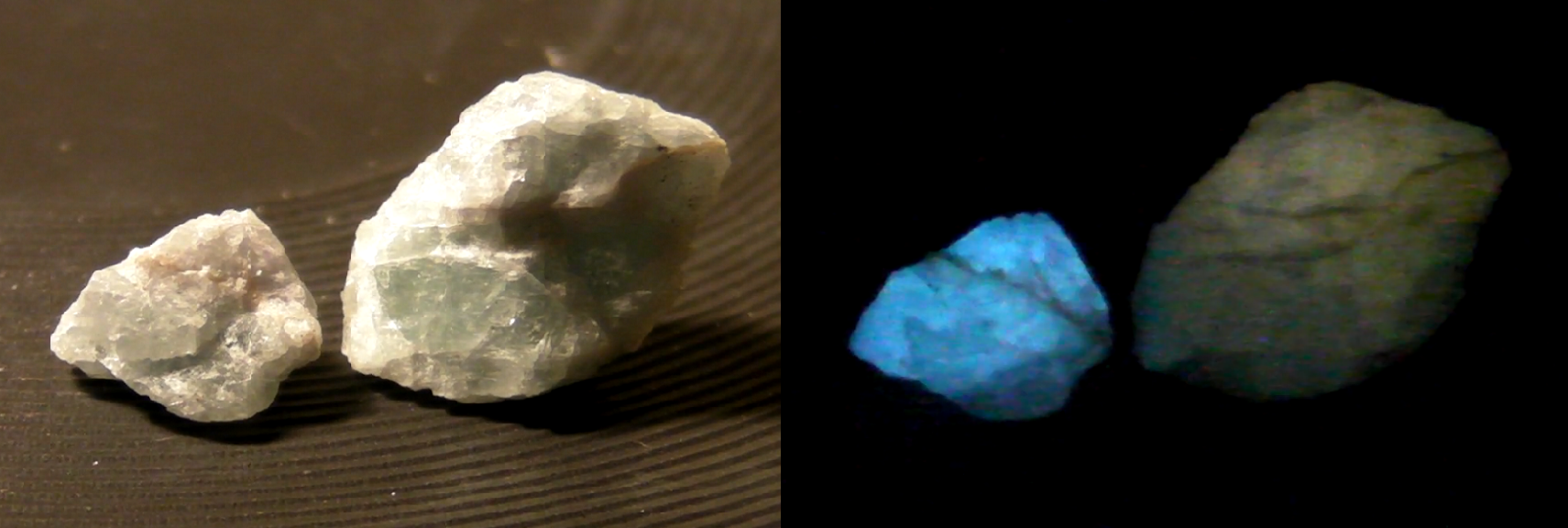
Termoluminiscencia de la fluorita.

Se conoce por termoluminiscencia a toda emisión de luz, independiente de aquella provocada por la incandescencia, que emite un sólido aislante o semiconductor cuando es calentado. Se trata de la emisión de una energía previamente absorbida como resultado de un estímulo térmico. Esta propiedad física, presente en muchos minerales, es utilizada como técnica de datación absoluta.
En general, los principios que gobiernan la termoluminiscencia son esencialmente los mismos de aquellos responsables de todos los procesos luminiscentes y, de esta forma, la termoluminiscencia es uno de los procesos que componen el fenómeno de la luminiscencia.
También significa que la luz ni pasa de ahí y que es termiluminicente

## Historia del fenómeno
Si bien la primera mención clara fue enunciada por Alberto Magno (1200-1280) al describir la luz emitida por un diamante calentado, el primer trabajo reconocido científicamente en el que se describe un proceso termoluminiscente fue realizado por Robert Boyle en 1663 para el Register of the Royal Society de Londres, en el que describe la extraña emisión de luz proveniente de un diamante que había llevado consigo a la cama. Calentándolo posteriormente mediante otros métodos más convencionales, por fricción o llama, observó que el fenómeno se repetía.
En el siglo XVIII se propusieron distintas explicaciones más o menos afortunadas, descubriéndose que la termoluminiscencia se reactivaba por exposición a la luz. Se empezaba ya a pensar que el calor estimulaba la emisión, pero no que fuera la causa. A lo largo del siglo XIX, con el descubrimiento de los rayos X, se observó que esta radiación generaba termoluminiscencia en ciertos minerales como las fluoritas.
Marie Curie, en su tesis doctoral de 1904, dice: "ciertos cuerpos, tales como la fluorita, se vuelven luminosos al ser calentados: son termoluminiscentes. Su luminosidad desaparece después de un tiempo, pero su capacidad de emisión, borrada por el calor, se renueva por medio de una chispa y también por la acción de la radiación."

## Fundamento teórico
La termoluminiscencia era ya un fenómeno experimentalmente controlado, pero el fundamento teórico del proceso no se desarrolló hasta el advenimiento de la mecánica cuántica, la cual estableció la concepción teórica moderna.

## Datación por termoluminiscencia
Cuando se la utiliza para establecer una datación, por ejemplo en los campos de la arqueología, la geología, la paleontología o la criminalística, a la técnica de la datación del cuarzo se la llama «datación por termoluminiscencia». Este método de datación se basa en un hecho constante en el tiempo: la radiación a la que está constantemente sometida la Tierra desde el espacio (los rayos cósmicos) produce cambios en la estructura cristalina del cuarzo, y estos cambios se acumulan con el tiempo. Cuando se calienta cuidadosamente el cuarzo, la estructura cristalina vuelve a la normalidad, pero cuando lo hace, emite luz. Cuanto más tiempo han sido irradiados, más luz emiten los granos de cuarzo. Al medir las longitudes de onda y compararlas con elementos previamente datados se puede obtener el tiempo que ha estado expuesto a la radiación el cuarzo, uno de los elementos más comunes de la corteza terrestre.
La datación por termoluminiscencia está considerada como uno de los métodos absolutos de datación.
- Datos: Q36194
- Multimedia: Thermoluminescence / Q36194